# Jan Tinbergen
Jan Tinbergen (12. dubna 1903 Haag – 9. června 1994 Haag) byl nizozemský ekonom, který spolu s Ragnarem Frischem v roce 1969 získal Cenu Švédské národní banky za rozvoj ekonomické vědy na památku Alfreda Nobela za „rozvoj a aplikaci dynamických modelů při analýze ekonomických procesů“.